# Powiat lityński

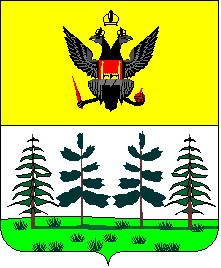
Herb powiatu – cztery brzozy w srebrnym polu

Powiat lityński; dawny powiat początkowo guberni bracławskiej, potem guberni podolskiej. Siedzibą było miasto Lityn. Herbem były cztery brzozy w srebrnym polu. Dziś cały obszar w granicach Ukrainy.
Przed rozbiorami Lityn był siedzibą starostwa w województwie bracławskim.
W roku 1884 powiat graniczył na płn. z gub. wołyńską, na zach. z pow. latyczowskim, na płd. z mohylowskim i winnickim.
Dzielił się na 5 okręgów (stanów): w Litynie, w Nowym-Konstantynowie, w Meżyrowie, w Starej Sieniawie, w Ułanowie.
Gminy miały siedziby w miejscowościach:
1. Bahrynowce[1]
2. Owsianiki[2]
3. Kaczanówka[3]
4. Kożuchów[4]
5. Litynka[5]
6. Meżyrów
7. Piławce
8. Sosny[6]
9. Stara Sieniawa
10. Tereszpol[7]
11. Ułanów
12. Chmielnik
13. Janów

Dekanat lityński diecezji łucko-żytomierskiej rozciągał się na powiat lityński i obejmował 8 parafii: Starą Sieniawę, Chmielnik, Kumanowce, Lityn, Nowy Konstantynów i Ułanów.
Marszałkami powiatu byli: Andrzej Chołoniewski, Józef Krasiowski, Korniłowski, Wincenty Sarnecki i Wincenty Zawrocki.